# Девичий заговор
«Девичий заговор» (пол. Rzeczpospolita babska; Польша, 1969), другое название: «Бабья республика» — художественный фильм Иеронима Пшибыла.

## Сюжет
Действие фильма разворачивается в послевоенной Польше. Демобилизованные бойцы женского и мужского подразделений и в мирной жизни решают жить коммуной и сохранить военный порядок. Они соперничают из-за одной усадьбы. Обе стороны поклялись впредь не интересоваться противоположным полом.

## В ролях
- Александра Заверушанка — поручик Кристина Громович (в советском прокате дублировала Нелли Витепаш, в титрах указана как Вологдина)
- Ян Махульский — капитан Станислав Карский (в советском прокате дублировал Олег Мокшанцев)
- Тереса Липовская — сержант Данута Павляк (в советском прокате дублировала Лилиана Алёшникова
- Зофья Мерле — сержант Ирена Моленда (в советском прокате дублировала Галина Фролова)
- Ирена Карел — взводный Магда Сенюк (в советском прокате дублировала Ольга Красина)
- Веслава Квасьневская — сержант Ева Фронцкевич (в советском прокате дублировала Нина Крачковская)
- Эльжбета Старостецкая — взводный Ядвига Рымарчик
- Кристина Химаненко — капрал Чеслава Ковалик
- Кристина Сенкевич — взводный Анеля Боровик (в советском прокате дублировала Клара Румянова)
- Ирена Шевчик — рядовой Эльжбета Кораль
- Ивона Слочиньская — рядовой Божена Шиманек
- Александер Фогель — староста
- Эугениуш Каминьский — член делегации
- Роман Клосовский — Максимилиан Конечко (в советском прокате дублировал Юрий Саранцев)
- Вацлав Ковальский — ветеринар
- Влодзимеж Скочиляс — взводный Эдек
- Богуслав Сохнацкий — сержант, жених Магды
- Ежи Турек — сантехник, жених Ядвиги
- Кшиштоф Литвин — солдат
- Тадеуш Калиновский — генерал
- Войцех Бжозович и др.

Фильм дублирован на киностудии имени Горького.
- Режиссёр дубляжа — Галина Водяницкая
- Звукооператор — Владимир Заболоцкий
- Автор русского текста — Р. Гришаев
- Редактор — Клавдия Никонова

## Съёмочная группа
- Режиссёр: Иероним Пшибыл
- Авторы сценария: Иероним Пшибыл, Станислава Джевецкая
- Оператор: Тадеуш Везан
- Композитор: Пётр Марчевский

## Интересные факты
- В советском прокате фильм был короче оригинала на 4,5 минуты. Перед демонстрацией фильма в СССР были вырезаны два эпизода: купание девушек в реке и финальный фрагмент, почти полностью повторяющий сцену у реки.